# Action Man
Legetøjsfiguren Action Man er fra 1966.
Der blev senere lavet en tegnefilm om hans eventyr i 3D (sendt på tv i 2002).
Action Man er en sportsmand som går ud i de ekstreme udfordringer, og prøver gerne alle slags grænser. Selv har han været ude for et hemmeligt eksperiment som Dr. X (hans værste fjende og modstander) har lavet for at finde det bedste i mennesket og udvikle det til at kunne klare det ekstreme. Action Man kan nu slippe ud af en umulig situation ved at betragte omgivelserne og finde den bedste løsning på problemerne. Som hans kampsprog lyder "load it up and action!" Derfor navnet Action Man!
Action Man er også blevet en hemmelig agent som jagter Dr. X.